# Coleção do National Statuary Hall

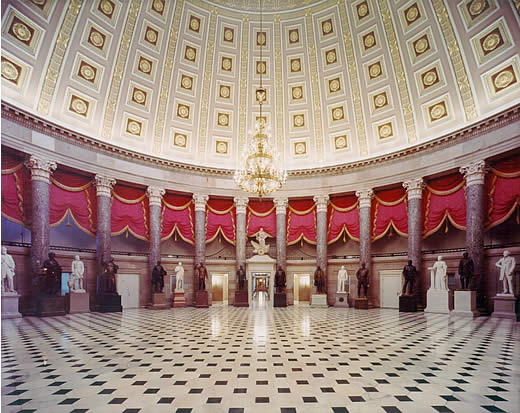
Parte da Coleção do National Statuary Hall.

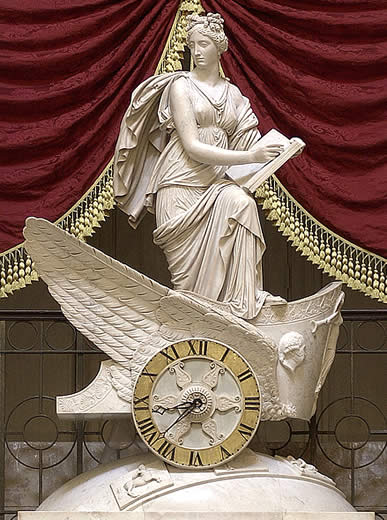
Presidindo o Salão, o relógio de carruagem escultural de Carlo Franzoni de 1819, o Carro da História, retrata Clio, a musa grega da história.

A Coleção do National Statuary Hall no Capitólio dos Estados Unidos é composta por estátuas doadas pelos estados para homenagear pessoas notáveis em sua história. Limitada a duas estátuas por estado, a coleção foi originalmente montada no antigo Hall da Câmara dos Representantes, que foi então renomeado para National Statuary Hall. A coleção em expansão foi espalhada por todo o Capitólio e seu centro de visitantes.
Com a adição da segunda estátua do Novo México em 2005, a coleção agora está completa com 100 estátuas contribuídas pelos 50 estados, mais duas do Distrito de Colúmbia. Desde que o Congresso autorizou substituições em 2000, doze estados substituíram pelo menos uma de suas duas estátuas originais. Em 2022, o Kansas se tornou o primeiro estado a substituir ambas as estátuas; ele foi acompanhado por Arkansas e Nebraska.

## História
O conceito de um National Statuary Hall originou-se em meados do século XIX, antes da conclusão da atual ala da Câmara em 1857. Naquela época, a Câmara dos Representantes mudou-se para sua nova câmara maior e a antiga câmara vaga tornou-se uma via de passagem entre a Rotunda e a ala da Câmara. Sugestões para o uso da câmara foram feitas já em 1853 por Gouverneur Kemble, um antigo membro da Câmara, que pressionou por seu uso como uma galeria de pinturas históricas. O espaço entre as colunas parecia muito limitado para esse propósito, mas era bem adequado para a exibição de bustos e estátuas.
Em 19 de abril de 1864, o deputado Justin S. Morrill perguntou: "A que propósito mais útil ou grandioso, e ao mesmo tempo simples e barato, podemos dedicar [a Câmara] do que ordenar que ela seja separada para a recepção de estátuas que cada estado eleger como merecedoras nesta comemoração duradoura?" Sua proposta de criar um National Statuary Hall se tornou lei em 2 de julho de 1864:
[...] o Presidente está autorizado a convidar todos e cada um dos Estados a fornecer e prover estátuas, em mármore ou bronze, não excedendo duas em número para cada Estado, de pessoas falecidas que tenham sido cidadãos do mesmo, e ilustres por seu renome histórico ou por serviços cívicos ou militares distintos, tais como cada Estado pode considerar dignos desta comemoração nacional; e quando assim fornecidas, as mesmas serão colocadas no Antigo Salão da Câmara dos Representantes, no Capitólio dos Estados Unidos, que é separado, ou tanto quanto for necessário, como um salão estatuário nacional para o propósito aqui indicado.
Originalmente, todas as estátuas estaduais eram colocadas no National Statuary Hall. No entanto, a aparência estética do salão começou a sofrer com a superlotação até que, em 1933, a situação se tornou insuportável. Naquela época, o salão continha 65 estátuas, que ficavam, em alguns casos, três de profundidade. Mais importante, a estrutura da câmara não suportaria o peso de mais nenhuma estátua. Portanto, em 1933, o Congresso aprovou uma resolução que:
o Arquiteto do Capitólio, mediante aprovação do Comitê Conjunto da Biblioteca, com o parecer da Comissão de Belas Artes, está autorizado e orientado a realocar dentro do Capitólio qualquer uma das estátuas já recebidas e colocadas no Salão das Estátuas, e a providenciar a recepção e localização das estátuas recebidas posteriormente dos Estados.
Sob a autoridade desta resolução, foi decidido que apenas uma estátua de cada estado deveria ser colocada no Statuary Hall. As outras receberiam locais de destaque em áreas designadas e corredores do Capitólio. Um segundo rearranjo das estátuas foi feito em 1976 por autorização do Comitê Conjunto da Biblioteca. Para melhorar a aparência lotada da coleção, trinta e oito estátuas foram reorganizadas no Statuary Hall de acordo com a altura e o material. Estátuas representando dez das treze colônias originais foram movidas para o Hall Central da Extensão da Frente Leste no primeiro andar do Capitólio. O restante das estátuas foi distribuído por todo o Capitólio, principalmente no Hall das Colunas e nos corredores de conexão das alas da Câmara e do Senado. Uma legislação foi introduzida em 2005 que autorizaria a coleção a incluir uma estátua de cada Território dos EUA; ela não foi aprovada.
Cada estátua é um presente de um estado, não de um indivíduo ou grupo de cidadãos. Os procedimentos para a doação de uma estátua geralmente começam na legislatura estadual com a promulgação de uma resolução que nomeia o cidadão a ser comemorado e cita suas qualificações, especifica um comitê ou comissão para representar o estado na seleção do escultor e fornece um método para obter os fundos necessários para colocar a resolução em vigor. Nos últimos anos, as estátuas foram reveladas durante cerimônias na Rotunda e exibidas lá por até seis meses. Elas são então movidas para um local permanente aprovado pelo Comitê Conjunto da Biblioteca. Um ato do Congresso (2 U.S.C. § 2132), promulgado em 2000, permite que os estados forneçam substituições e retomem a posse da anterior.
Um ato especial Arquivado em 2021-03-12 no Wayback Machine do Congresso, Pub.L. 109–116 (text) (pdf), assinado em 1º de dezembro de 2005, instruiu o Comitê Conjunto da Biblioteca a obter uma estátua de Rosa Parks e colocá-la no Capitólio dos Estados Unidos no National Statuary Hall em um local permanente adequado. Em 27 de fevereiro de 2013, Parks se tornou a primeira mulher afro-americana a ter sua imagem no Salão. Embora localizada no Statuary Hall, a estátua de Parks não faz parte da Coleção; nem o Alabama (seu estado natal) nem Michigan (onde ela viveu a maior parte de seus últimos anos) a encomendaram, e ambos os estados são representados na Coleção por outras estátuas.
Em 2002, a delegada Eleanor Holmes Norton apresentou um projeto de lei no Congresso para permitir que o Distrito de Colúmbia colocasse duas estátuas na coleção, em paridade com os 50 estados. Embora o projeto de lei não tenha sido promulgado, o distrito encomendou duas estátuas, uma do abolicionista Frederick Douglass, a outra do planejador mestre de D.C. Pierre L'Enfant, e as abrigou no One Judiciary Square na esperança de eventualmente colocá-las no Capitólio. Uma versão de 2010 do projeto de lei para aceitar as estátuas de D.C. estagnou depois que os republicanos da Câmara começaram a adicionar emendas em uma tentativa de suavizar as leis de armas de D.C. Um projeto de lei de compromisso de 2012 levou à colocação da estátua de Douglass, mas não de L'Enfant, em 19 de junho de 2013. Norton continuou a buscar legislação para mover a segunda estátua para o Capitólio. A estátua de L'Enfant foi posteriormente colocada no Capitólio em fevereiro de 2022.
Em meio a debates nacionais sobre estátuas e monumentos confederados, os democratas no Congresso apresentaram projetos de lei em 2017 para remover estátuas de pessoas que serviram na Confederação da Coleção do National Statuary Hall, mas a legislação não fez nenhum progresso. Alabama, Flórida, Arkansas e Virgínia aprovaram resoluções para remover estátuas de indivíduos com laços confederados, embora o Alabama tenha mantido uma segunda estátua de um veterano confederado. Carolina do Norte e Arkansas autorizaram a substituição de estátuas de políticos da era Jim Crow com visões racistas.

## Demografia

### Mulheres
Há quatorze estátuas de mulheres representando estados na coleção:
- Frances E. Willard (Illinois), a primeira estátua de uma mulher na coleção, também foi esculpida por uma mulher, Helen Farnsworth Mears.[15]
- Helen Keller (Alabama)
- Florence R. Sabin (Colorado)
- Maria Sanford (Minnesota)
- Jeannette Rankin (Montana), a primeira mulher eleita para a Câmara e, notoriamente, a única membro do Congresso a votar contra a entrada dos EUA nas duas Guerras Mundiais.
- Sacagawea (Dakota do Norte), one of the six Native Americans in the collection.
- Sarah Winnemucca (Nevada), um dos seis nativos americanos da coleção.
- Madre Joseph (Washington), uma nativa do Canadá.
- Esther Hobart Morris (Wyoming)
- Mary McLeod Bethune (Flórida)[16]
- Amelia Earhart (Kansas)
- Willa Cather (Nebraska)[17]
- Daisy Bates (Arkansas)[11]
- Martha Hughes Cannon (Utah)[18]

A estátua de Rosa Parks no Capitólio não representa um estado e "não faz parte da Coleção do National Statuary Hall". Uma estátua de Barbara Johns (Virgínia) foi autorizada.

### Membros nativos havaianos e nativos americanos
A coleção inclui estátuas do rei havaiano Kamehameha I e de seis nativos americanos: Popé (Novo México), Will Rogers (Oklahoma), Sequoyah (Oklahoma), Sacagawea (Dakota do Norte), Washakie (Wyoming) e Sarah Winnemucca (Nevada). Nebraska autorizou a adição de uma estátua do chefe Standing Bear, e Washington autorizou uma estátua de Billy Frank Jr.

### Membros de ascendência hispânica
Dennis Chávez, a primeira pessoa de ascendência hispânica a ser eleita para um mandato completo no Senado dos EUA, representa o Novo México. São Junípero Serra, nascido na Espanha, foi um fundador do sistema missionário da Califórnia na era espanhola.

### Membros afro-americanos
Em fevereiro de 2013, a estátua de Rosa Parks colocada como a primeira estátua de corpo inteiro de um afro-americano no Capitólio. Não representava um estado em particular, mas foi encomendada diretamente pelo Congresso. Poucos meses depois, no Juneteenth de 2013, uma estátua de Frederick Douglass foi colocada no Centro de Visitantes do Capitólio como um presente do Distrito de Colúmbia. Há também bustos de Martin Luther King Jr. (1986) e Sojourner Truth (2009).
Até 2018, nenhum estado havia designado um afro-americano como uma de suas duas estátuas. Em março de 2018, o governador da Flórida, Rick Scott, assinou uma legislação para substituir a estátua de Edmund Kirby Smith por uma da educadora afro-americana e ativista dos direitos civis Mary McLeod Bethune. A nova estátua foi inaugurada em 13 de julho de 2022. Em abril de 2019, o Arkansas também autorizou uma estátua de Daisy Bates, que foi instalada em maio de 2024. Em dezembro de 2020, o governador da Virgínia, Ralph Northam, anunciou que a estátua do general confederado Robert E. Lee seria substituída por uma estátua da ativista dos direitos civis afro-americana Barbara Johns.

### Clero e freira católicos
A coleção inclui o Padre Damião do Havaí, o Padre Jacques Marquette de Wisconsin, o Padre Junípero Serra da Califórnia, e o Padre Eusebio Francisco Kino do Arizona, bem como a Madre Joseph Pariseau de Washington.

### Confederados
A coleção contém várias estátuas de líderes dos Estados Confederados da América. Entre elas estão o presidente da CSA, Jefferson Davis, e o vice-presidente Alexander Stephens, e soldados confederados, a maioria em uniformes Exército Confederado: os generais Joseph Wheeler, James Z. George, Wade Hampton III, bem como o coronel Zebulon Baird Vance e os ex-soldados alistados John E. Kenna e Edward Douglass White.
O Alabama substituiu sua estátua do político confederado e oficial do exército Jabez Curry em 2009. Em 2018, a legislatura da Flórida votou para substituir sua estátua do general confederado Edmund Kirby Smith por uma estátua da educadora afro-americana e ativista dos direitos civis Mary McLeod Bethune; a estátua de Smith foi removida em 2021 antes da inauguração da estátua de Bethune em 2022. Em 2019, o Arkansas decidiu substituir suas duas estátuas, incluindo a de Uriah M. Rose, pela ativista dos direitos civis Daisy Bates e Johnny Cash. Em 2020, a Virgínia decidiu substituir sua estátua de Robert E. Lee, que estava na coleção desde 1909, por uma de Barbara Rose Johns Powell e a estátua de Lee foi removida entre 20 e 21 de dezembro de 2020. Uma estátua de Uriah M. Rose, "um advogado que ficou do lado da Confederação" e foi chanceler do Condado de Pulaski, enquanto o Arkansas fazia parte da Confederação, foi substituída por uma estátua da ativista dos direitos civis Daisy Bates.

## Substituição de estátuas
Uma mudança na lei em 2000 permite que um estado remova uma estátua colocada anteriormente da coleção e a substitua por outra. Desde então, treze estados substituíram estátuas e outros estados consideraram ou aprovaram legislação solicitando a substituição de uma ou ambas as estátuas.

### Substituições
- Alabama substituiu sua estátua de Jabez Curry em 2009 por uma de Helen Keller. A estátua de Curry está agora no Departamento de Arquivos e História do Alabama em Montgomery.[36]
- Arizona substituiu sua estátua de John Campbell Greenway em 2015 por uma de Barry Goldwater. A estátua de Greenway está agora no Polly Rosenbaum Archives and History Building, perto do Capitólio Estadual do Arizona, em Phoenix.[37]
- Arkansas substituiu sua estátua de U. M. Rose por uma de Daisy Bates.[38]
- Arkansas também substituiu sua estátua de James P. Clarke por uma representando o músico Johnny Cash.[11][39]
- Califórnia substituiu sua estátua de Thomas Starr King por uma de Ronald Reagan em 2009. A estátua de King agora está no Capitol Park, no Capitólio Estadual da Califórnia, em Sacramento.[40]
- Carolina do Norte: Em 2 de outubro de 2015, o governador da Carolina do Norte, Pat McCrory, assinou um projeto de lei substituindo a estátua de Charles Aycock por uma do reverendo Billy Graham.[41] No entanto, a substituição foi adiada porque as estátuas devem representar indivíduos falecidos; o reverendo Graham não morreu até fevereiro de 2018.[35] Uma semana após a morte de Graham, o sucessor de McCrory, Roy Cooper, apresentou um pedido formal de substituição da estátua de Aycock.[42] O Comitê de Seleção do North Carolina Statuary Hall emitiu uma solicitação de propostas para a estátua, indicando uma data de conclusão desejada para setembro de 2020.[43] A estátua de Billy Graham foi instalada no National Statuary Hall em maio de 2024.[44]
- Flórida substituiu sua estátua do general confederado Edmund Kirby Smith por uma da ativista dos direitos civis e educadora afro-americana Mary McLeod Bethune em 13 de julho de 2022, de acordo com uma lei estadual de 2018.[27][45] A estátua de Smith deveria ter sido movida para o Museu Histórico do Condado de Lake em Tavares, depois que os moradores de St. Augustine, seu local de nascimento, não expressaram interesse.[46] No entanto, em uma reunião da Comissão do Condado em 24 de julho de 2018, cerca de 24 moradores se manifestaram contra, e nenhum a favor, de trazer a estátua para o Condado de Lake. O presidente Sullivan garantiu à multidão que a comissão diria ao Museu Histórico "que não há mais vontade ou desejo de trazer esta estátua para o Condado de Lake".[10]
- Iowa substituiu sua estátua de James Harlan em 2014 por uma de Norman Borlaug, que é considerado o fundador da Revolução verde.[47] A estátua de Harlan agora está exposta na Universidade Wesleyana de Iowa em Mount Pleasant.[48]
- Kansas substituiu sua estátua de George Washington Glick por uma de Dwight D. Eisenhower em 2003.[49] A estátua de Glick agora está na Sociedade Histórica Estadual do Kansas em Topeka.[carece de fontes?] Quase 20 anos depois, em 2022, a legislatura do Kansas aprovou a substituição da estátua de John James Ingalls por uma da pioneira da aviação Amelia Earhart na mesma resolução de 1999 que autorizou a substituição de sua estátua de George Washington Glick por uma de Eisenhower, mas o progresso no projeto foi interrompido por atrasos no financiamento e na papelada.[50][51][52] A estátua de Ingalls foi substituída durante a noite em 26 de julho e a estátua de Earhart foi inaugurada em 27 de julho do mesmo ano.[53] Não se sabe o que acontecerá com a estátua de Ingalls agora.
- Michigan substituiu sua estátua de Zachariah Chandler por uma de Gerald Ford em 2011.[54][55] A estátua de Chandler está agora no átrio do Constitution Hall em Lansing.[56]
- Missouri: Em 2002, o governador Bob Holden assinou uma resolução para adicionar uma estátua do presidente Harry S. Truman à coleção, mas nada aconteceu por anos após o pedido do estado ao Arquiteto do Capitólio ter sido arquivado indevidamente.[52] Em 2019, uma nova resolução para uma estátua de Truman foi aprovada pelo senado estadual e encaminhada à Câmara do Missouri.[57] O Instituto da Biblioteca Truman contratou o escultor de Kansas City, Tom Corbin, para criar a estátua, com uma data de conclusão prevista para 2020, o 75º aniversário da posse de Truman. Foi finalmente instalada em setembro de 2022, substituindo a estátua de Thomas Hart Benton.[58] A estátua de Benton foi transferida para a Sociedade Histórica Estadual do Missouri em Columbia.
- Nebraska: Em 2018, a legislatura de Nebraska aprovou o LB 807, solicitando a substituição de ambas as estátuas do estado, que datam de 1937.[21] Substituiu sua estátua de William Jennings Bryan por uma do chefe ponca Standing Bear.[17] A estátua de Standing Bear é obra de Benjamin Victor, que criou duas estátuas semelhantes do chefe que foram instaladas anteriormente em Nebraska, e foi instalada em setembro de 2019.[59][21] A estátua de Bryan foi realocada para o Museu da Guarda Nacional de Nebraska em Seward.[60] Em 2023, uma estátua da autora Willa Cather foi instalada, substituindo uma estátua de Julius Sterling Morton.[61][62] Seu escultor, Littleton Alston, é o primeiro escultor negro a criar uma estátua para a Coleção do National Statuary Hall.[61][63] A estátua de Morton foi realocada para uma biblioteca em Nebraska City.
- Ohio substituiu sua estátua de William Allen por uma do inventor e empresário Thomas Edison em 2016.[64][65] A estátua de Allen foi devolvida à sua cidade natal, Chillicothe.[66]
- Utah: Em 4 de abril de 2018, o governador Gary Herbert assinou uma legislação substituindo a estátua de Philo Farnsworth por uma estátua esculpida por Ben Hammond de Martha Hughes Cannon, a primeira mulher eleita senadora estadual na história dos EUA.[67] A estátua de Martha Hughes Cannon foi instalada em 12 de dezembro de 2024.[18]

### Substituições pendentes
- Michigan Em 6 de dezembro de 2022, a Legislatura do Michigan adotou uma resolução para substituir a estátua estadual de Lewis Cass por uma estátua de Coleman Young, o primeiro prefeito negro de Detroit.[68]
- Virgínia: Uma comissão estadual sugeriu ao governador substituir a estátua de Robert E. Lee por uma da ativista dos direitos civis Barbara Johns em dezembro de 2020.[69] A estátua de Lee foi removida em 21 de dezembro de 2020.[70][71] A estátua será esculpida por Steven Weitzman e deverá ser instalada em 2024.[72]
- Washington: O governador Jay Inslee assinou um projeto de lei em abril de 2021 que inicia o processo de substituição da estátua de Marcus Whitman por uma de Billy Frank Jr.[22]

### Considerados para substituição
- Califórnia: Uma resolução para substituir a estátua de Junípero Serra por uma da astronauta Sally Ride foi aprovada pelo senado estadual em abril de 2015,[73] mas a votação na assembleia estadual foi suspensa à medida que a data da canonização de Serra como santo se aproximava.[74][75] O governador Jerry Brown declarou em julho de 2015 que a estátua de Serra permaneceria no Capitólio "até o fim dos tempos".[76]
- Nova Jérsei: Um projeto de lei para substituir a estátua de Philip Kearny por uma da sufragista Alice Paul foi aprovado pelo Senado estadual em 10 de fevereiro de 2020.[77]

### Substituições rejeitadas
- Maryland: Em 2011, uma petição de cidadãos foi rejeitada pela Assembleia Geral de Maryland. A petição solicitava que uma estátua de Harriet Tubman substituísse John Hanson, o presidente do Congresso Continental de 1781 e um comerciante proprietário de escravos.[78]